# Hypercompe unilineata
Hypercompe unilineata är en fjärilsart som beskrevs av M.Gaede 1928. Hypercompe unilineata ingår i släktet Hypercompe och familjen björnspinnare. Inga underarter finns listade i Catalogue of Life.